# 勘探地球物理学
勘探地球物理学，是地质学的专业术语，其内容是运用地球物理理论和方法研究地球内部结构，进行区域地质调查，水文地质与工程地质调查等方面工作，对地球的各种物理场分布及其变化进行观测，探索地球本体及近地空间的介质结构、物质组成、形成和演化，研究与其相关的各种自然现象及其变化规律，并在此基础上为探测地球内部结构与构造、金属与非金属矿产與油气资源勘查、资源和环境监测提供理论、方法和技术，为灾害预报提供重要依据。

## 分类
地球物理学的研究内容总体上可以分为应用地球物理学和理论地球物理学两大类。

### 应用地球物理学
应用地球物理学（也叫地理物理勘探）是作用于勘查地下矿产、研究地质构造的一种方法和理论，简称物探，在工程建设和环境保护等方面有较广泛的运用，是地质调查和地质学研究不可缺少的一种手段和方法。

#### 研究方法
地下赋存的岩(矿)体或地质构造基于它们所具有的物理性质、规模大小及所处的位置，都有相应的物理现象反映到地表或地表附近，这种物理现象是地球整体物理现象的一部分。地球物理勘探的主要工作内容是利用相适应的地质仪器来测量并接收工作区域的各种物理现象的信息，应用有效的处理方法从中提取出需要的信息，并根据岩(矿)体或构造和围岩的物性差异，结合地质条件进行分析，做出地质解释，推断探测对象在地下赋存的位置、大小范围和产状以及反映相应物性特征的物理量等，据此作出相应的解释推断的图件。
地理物理勘探所给出的是根据物理现象对地质体或地质构造做出解释推断的结果，因此，它是间接的勘探方法。此外，用地球物理方法研究或勘查地质体或地质构造 ，是根据测量数据或所观测的地球物理场求解场源体的问题，是地球物理场的反演的问题，而反演的结果一般是多解的，因此，地球物理勘探存在多解性的问题。为了获得更准确更有效的解释结果，一般尽可能通过多种物探方法配合，进行对比研究，同时，要注重与地质调查和地质理论的研究相结合，进行综合分析判断。 

#### 物探技术
以岩石间物理性质差异为基础、以物理方法为手段的油气勘探技术被称为地球物理勘探技术，简称物探技术。地下岩石情况不同，岩石的物理性质也随之而变化。岩石物理性质是指岩石的导电性、磁性、密度、地震波传播等特性，各种物理性质都表现为一种或几种不同的物理现象，如导电性。不同的岩石在相同的电压作用下具有不同的电流分布，磁性不同的岩石对同一磁铁的作用力不同，密度不同的岩石可以引起重力的差异振动波在不同岩石中的传播速度不同。运用现代技术完全可以记录到上述物理现象的变化，进而可以了解地下岩石的性质及其分布规律，以达到寻找地下油气的目的。 

### 理论地球物理学
勘查地球物理学是一门综合性的学科，涉及数学、物理、工程地质学、构造地质学等学科。其综合性可以应用在地质灾害超前预报、寻找矿产、工程地质调查、区域地质调查填图、环境监测以及油气勘查等领域。

## 地球物理勘查方法
传统的地球物理勘查方法主要有以下數种：
1. 地震学勘探方法
2. 磁技术勘探，包括磁强计
3. 大地测量学和重力技术勘探
4. 电技术勘探
5. 电磁技术勘探，例如探地雷达
6. 放射性勘探
7. 井中地球物理勘探，也称为测井
8. 遥感技术，包括高光谱影像

它们分别以不同的物理参数作为基础，通过不同的物理手段获得参数，通过各种数学方法进行数据处理得到可以作为解释依据的数值数据、图件等资料。

## 地震勘探縮寫術語
2-D Two Dimensional 二維。
3-C Three Component 三分量。
3C3D 三分量三維。
3-D Three Dimensional 三維。
9-C Nine Component 九分量。三分量震源╳三分量檢波器=九分量。
9C3D 九分量三維。
A/D Analog to Digital模數轉換。
AGC Automatic Gain Control 自動增益控制。
AVA Amplitude Variation With Angle 振幅隨採集平面的方位角的變化。
AVO Amplitude Variation With Offset 振幅隨偏移距的變化。
AVOA 振幅隨炮檢距和方位角的變化。
CDP Common Depth Point 共深度點。
CDPS Common Depth Point Stack共深度點迭加。
CMP Common Mid Point 共反射面元。共中心點。
CPU Central Processing Unit 中央控制單元。
CRP Common Reflection Point 共反射點。
D/A Digital to Analog 數模轉換。
d B/octa d B/octve 分貝/倍頻程。
DMO Dip Moveout Processing 傾角時差校正。
GPR Ground Penetrating Radar 地質雷達。
G波 G-wave 一種長周期（40—300秒）的拉夫波。通常只限於海上傳播。
H波 H-wave 水力波。
IFP Instantaneous Floating Point 儀器上的瞬時沸點放大器。
K波 K-wave 地核中傳播的一種P波。
LVL Low Velocity Layer 低速層。
L波 L-wave 天然地震產生的長波長面波。
NMO Normal Moveout Correction 正常時差校正，動校正。
OBS Ocean Bottom Seismometer 海底檢波器。
P波 P-wave 即縱波。也稱初始波、壓縮波、膨脹波、無旋波。
QC Quality Control 質量控制。
Q波 Q-wave 拉夫波。
Q處理 Q Processing 補償高頻隨距離的增加而損失的一種反褶積，它使波形不
依賴時間。通常Q是未知的，所以常估算為速度的3%（以米/秒表示時）。
SEG Society of Exploration Geophysicists 勘探地球物理協會。
SH波 SH-wave 水平偏振橫波。質點在垂直於入射平面的方向上振動的波叫水平偏振橫波。
SV波 SV-wave 垂直偏振橫波。質點在入射平面內且與傳播方向垂直振動的波叫垂直偏振橫波。
SWD Seismic While Drilling 隨鑽地震。
S波 S-wave 即橫波，也称次波、切變波、旋轉波、切向波。
VSP Vertical Seismic Profiling 垂直地震剖面。
-P變換 tau-p mapping 也稱傾斜迭加、隨機變換和平面波分解。未迭加過的地震記錄或共中心點道集可以用斜率P及截距時間來加以表示。可在 -P圖上濾波，濾波後的結果又可以變換成記錄。